# 3318 Blixen
3318 Blixen è un asteroide della fascia principale del diametro medio di circa 23,5 km. Scoperto nel 1985, presenta un'orbita caratterizzata da un semiasse maggiore pari a 3,0096076 UA e da un'eccentricità di 0,0477103, inclinata di 11,57962° rispetto all'eclittica.